# Шантел
Шантел (фр. Chantelle) насеље је и општина у централној Француској у региону Оверња, у департману Алије која припада префектури Мулен.
По подацима из 2011. године у општини је живело 1074 становника, а густина насељености је износила 97,99 становника/km². Општина се простире на површини од 10,96 km². Налази се на средњој надморској висини од 324 метара (максималној 349 m, а минималној 258 m).

## Демографија
| 1962. | 1968. | 1975. | 1982. | 1990. | 1999. | 2011. |
| ----- | ----- | ----- | ----- | ----- | ----- | ----- |
| 1.095 | 1.121 | 1.069 | 1.084 | 1.043 | 1.040 | 1.074 |

График промене броја становника у току последњих година